# 美麗阿南魚
美麗阿南魚，為輻鰭魚綱鱸形目隆頭魚亞目隆頭魚科的一種。

## 分布
本魚分布於澳洲、紐西蘭，並延伸至復活節島海域。

## 深度
水深2至35公尺。

## 特徵
本魚體長形，側扁。口小；唇稍厚，內側具縐褶；上下頜前方各有一對向前伸出門狀齒，扁平而有切截緣。體被大或中大鱗。雄魚上半部體色為黃色，下半部為藍色，胸鰭基部上方有一金黃色斑塊，頭部有黑色、黃色、亮藍色的不規則斑紋，尾鰭黃色，背鰭和臀鰭黃色帶有藍色邊緣；雌魚上半部為棕色，下半部為灰白色，體側具有數條由白色斑點列而成的縱條紋，尾鰭和臀鰭黃色，腹鰭和胸鰭灰白色。體長可達29公分。

## 生態
本魚棲息在潟湖或礁石區，屬肉食性，以無脊椎動物為食，雌魚常成群出現，雄魚具有領域性。

## 經濟利用
可作為觀賞用魚。